# ʿĀd

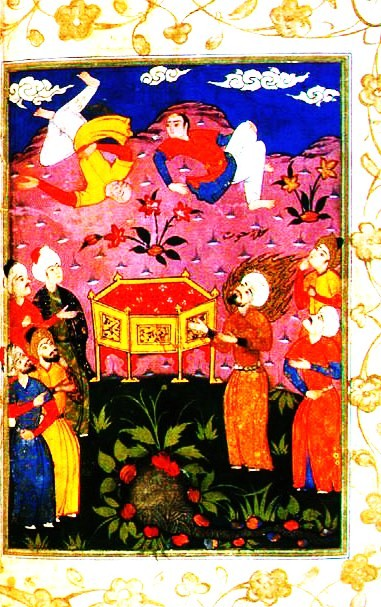
Hūd mit dem Volke 'Ad (in der Miniaturensammlung “Geschichte der Propheten”)

Die ʿĀd (arabisch عاد, DMG ʿĀd) waren nach dem Koran ein Volk im Gebiet zwischen dem heutigen Oman und Jemen. Laut Koran waren sie die Nachkommen von ʿAd, einem Großenkel von Sem, einem der drei Söhne von Noah, dem Urvater der Semiten.
Ihre Hauptstadt soll eine Stadt namens Iram gewesen sein. Der Koran berichtet in Sure 89, Vers 6–8, die Stadt sei von Allah zerstört worden, nachdem das Volk begonnen hatte, Götzenbilder anzubeten. Der Prophet Hūd sei zuvor von Allah gesandt worden, um das Volk zu warnen. 
Sie werden im Koran oft gemeinsam mit dem Volk Lots und den Thamud genannt.